# Danh sách nghệ sĩ hiện tại của Def Jam Recordings
Dưới đây là danh sách các nghệ sĩ trước đây đã từng làm việc cho Def Jam Recordings.
Được liệt kê trong ngoặc đơn là các hãng thu âm khác (ngoài Def Jam Recordings) mà nghệ sĩ đó đang làm việc.

## 0-9
- 070 Shake (GOOD/Def Jam)
- 2 Chainz (GOOD/Def Jam)
- 24k.Right (RhymeZone/Def Jam Vietnam)

## A
- Aaron Fresh
- Agnes Monica (Def Jam USA/Jakarta)
- Alonzo Holt
- Vidi Aldiano (Def Jam Jakarta)
- Andania Suri (Universal/Def Jam Indonesia)
- Anthony Johnson
- Asher Roth (Loud/Def Jam)
- Avery
- August Alsina
- Ace Hood
- Tasyi Athasyia (Def Jam Jakarta)

## B
- Big Boi (Purple Ribbon/Def Jam)
- Big K.R.I.T. (Cinematic/Def Jam)
- Big Sean (GOOD/Def Jam)
- BTS (Big Hit/Def Jam)

## C
- Chrisette Michelle
- Cris Cab (I Am Other/Mercury/Def Jam)
- Cyhi Da Prynce (GOOD/Konvict/Def Jam)

## D
- D'Masiv (Def Jam Jakarta)
- D'Banj (GOOD/Def Jam)
- D.RyZe (Def Jam/Diamond Trailz)
- De La Ghetto (Masacre Musical Inc./Fight Klub Nation/Sony/Def Jam)
- Dead Jerichos
- Denada (Def Jam Jakarta)
- Dewi Sandra (Def Jam Jakarta)
- DJ JT
- Dose
- D-WILL (3rd World Production/Def Jam)

## E
- Eden Lace
- Electrik Red (Radio Killa/Def Jam)
- Elijah Blake (Artium/Def Jam)
- Erie Suzan (Def Jam Jakarta)

## F
- Fabolous (Desert Storm/Def Jam)
- Fefe Dobson (Island/Def Jam)
- Frank Ocean (Odd Future/Def Jam)

## G
- Gerunimo Da Prince (I.M.G/Def Jam)
- Ghostface Killah (Starks Enterprises/Def Jam)
- Gunplay (Maybach Music/Def Jam)

## H
- Harlem Cruz (Unique2Iconic/NRO/Island/Def Jam)

## J
- Justin Bieber
- J -DUB (Jonathan Lee)
- Jadakiss (Roc-A-Fella/Def Jam)

## K
- Titi Kamal (Def Jam Jakarta)
- K Koke (U.S.G./Roc Nation/RCA/Def Jam)
- Kanye West (GOOD/Roc-A-Fella/Def Jam)
- KaiAre

## L
- Lil Reese (300Hunna/Glory Boys Entertainment/Def Jam)
- ROnaldo
- Lucki (Royal Flush Entertainment/Def Jam)
- Lil Durk (300Hunna/Glory Boys Entertainment/Def Jam)

## M
- Method Man
- Mason Nguyễn (RhymeZone/Def Jam Vietnam)

## N
- Nas (The Jones Experience/Def Jam)
- Ne-Yo (Compound/Def Jam/Motown)
- Neon Trees (Mercury/Def Jam)
- No I.D. (GOOD/Artium/Def Jam)

## p
- Paris Viore (GOOD/Island/Def Jam)
- Plain Pat (Dream On/Mercury/Def Jam)
- Pusha T (GOOD/Decon/Re-Up/Def Jam)

## R
- RAN (Def Jam Jakarta)
- Redman (Gilla House/Def Squad/Def Jam)
- Rick Ross (Maybach Music Group/Warner Bros./Def Jam)
- Rihanna (Def Jam Records, SRP music Group)
- Ray Jr. (Legit Paper)

## S
- Sania (Def Jam Jakarta)
- Scarface
- Vicky Shu (Def Jam Jakarta)
- Sheek Louch (D-Block/Def Jam)

## T
- Teyana Taylor (GOOD/Island/Def Jam)
- The-Dream (Radio Killa/Def Jam)
- The Roots (Def Jam/MCA)[1]
- Triple C's (Maybach Music Group/Def Jam)
- Trinidad Jame$ (Gold Gang/Def Jam)
- Tuimi (Def Jam Vietnam)

## V
- Verse Simmonds (BuVision/Def Jam)
- Vitaa (Def Jam France)

## Y
- Young Bail (ZooGang/Def Jam)
- Young Jeezy (Corporate Thugz/Def Jam)
- Yung Quavo (Interscope/Def Jam)
- Young Swift
- YG (Pushaz Ink/Def Jam)